# Bonnie Doets
Bonnie Doets (Hilversum, 1974) is een Nederlands balletdanseres.
Doets begon haar dansopleiding als zesjarige en werd op haar negende gescout voor de balletopleiding van de Nationale Balletacademie in Amsterdam. Vanaf 16-jarige leeftijd danste zij klassieke dans bij het Nationale Ballet. Sinds 1993 danst zij moderne dans bij het Scapino Ballet. Zij is moeder van twee kinderen.

## Prijzen
- In 2007 ontving zij de Prijs van verdienste van Stichting Dansersfonds '79.[4]
- In 2013 won zij de Gouden Zwaan van de VSCD.[3][5]